# Volleyklubben Vestsjælland
Volleyklubben Vestsjælland (forkortet VK Vestsjælland, VKV) er en dansk volleyball klub.
Holdene har træning i Slagelse og Korsør.
Klubbens herrehold har spillet i VolleyLigaen siden sæsonen 2016/17.
Dameholdet spillede i VolleyLigaen fra sæsonen 2018/19 til og med 2020/21 hvor de endte med bronzemedaljer.

## Historie
VK Vestsjælland er en sammenlægning af Korsør Volleyballklub og Slagelse Volleyballklub af 1973.
Samarbejdet startede med et 3-årigt holdfællesskab på seniorsiden i 2004, hvorefter klubberne besluttede at slå klubberne helt sammen til Korsør-Slagelse Volley Klub i 2007.
I 2010 udvidede klubbens aktiviteter til også at omfatte Skælskør, hvilket sammen med en vision om at markere sig stærkere i hele det vestsjællandske område gjorde, at medlemmerne på en generalforsamling d. 29. juni 2010 besluttede at ændre klubbens navn til Volleyklubben Vestsjælland (VK Vestsjælland).
Volleyklubben Vestsjælland er nu Vestsjællands største volleyklub og Danmarks største kidsvolleyklub og tilbyder både volleyball og beachvolley på alle niveauer og til alle aldersgrupper, fra forælder/barn-holdet på 2 år, til de yngste kidsspillere på 6 år og op til Bedstevolleyspillerne på +60...

## Hold
| VK Vestsjælland - Herrer    | VK Vestsjælland - Herrer    | VK Vestsjælland - Herrer    | VK Vestsjælland - Herrer    | VK Vestsjælland - Herrer    | VK Vestsjælland - Herrer    |
| Spillertrup Sæsonen 2024/25 | Spillertrup Sæsonen 2024/25 | Spillertrup Sæsonen 2024/25 | Spillertrup Sæsonen 2024/25 | Spillertrup Sæsonen 2024/25 | Spillertrup Sæsonen 2024/25 |
| Nr.                         | Navn                        | Fødselsår                   | Nationalitet                | Højde                       | Position                    |
| --------------------------- | --------------------------- | --------------------------- | --------------------------- | --------------------------- | --------------------------- |
| 2                           | Peter Ellebæk               | 2004                        | Danmark                     | 180                         | Hæver                       |
| 3                           | Jesper Christiansen         | 1998                        | Danmark                     | 202                         | Kant                        |
| 5                           | Daniel Rask                 | 2005                        | Danmark                     | 196                         | Center                      |
| 6                           | Frederik Rask               | 2007                        | Danmark                     | 194                         | Center                      |
| 7                           | Viktor Oldenborg            | 2007                        | Danmark                     | 195                         | Kant                        |
| 9                           | Victor Lünell               | 2000                        | Danmark                     | 198                         | Diagonal                    |
| 10                          | Rasmus Bech                 | 1997                        | Danmark                     | 173                         | Libero                      |
| 11                          | Ashley Hakizimfura          | 2001                        | Danmark                     | 196                         | Kant                        |
| 12                          | Kalle Madsen                | 2002                        | Danmark                     | 190                         | Kant                        |
| 13                          | Nikolai Denholt             | 2007                        | Danmark                     | 205                         | Center                      |
| 14                          | Cameron Milligan            | 2002                        | USA                         | 196                         | Kant                        |
| 16                          | Oliver Rydahl               | 2003                        | Danmark                     | 196                         | Center                      |
| 17                          | Samuel Kloke                | 1996                        | Canada                      | 186                         | Hæver                       |
| 18                          | Panagiotis Chatzis          | 2004                        | Grækenland                  | 170                         | Libero                      |
| 24                          | Christoffer Sørensen        | 2007                        | Danmark                     | 192                         | Kant                        |

| Trænerstab Sæsonen 2023/24     | Trænerstab Sæsonen 2023/24 | Trænerstab Sæsonen 2023/24 | Trænerstab Sæsonen 2023/24 |
| Rolle                          | Navn                       | Fødselsår                  | Nationalitet               |
| ------------------------------ | -------------------------- | -------------------------- | -------------------------- |
| Træner                         | Daniel Gordon              | 1995                       | Danmark                    |
| Assistent træner/Fysioterapeut | Britt Hofstedt             | 1991                       | Danmark                    |
| Assistent træner               | Kalle Madsen               | 2002                       | Danmark                    |
| Assistent træner               | Morten Madsen              | 1970                       | Danmark                    |
| Assistent træner               | Rolf Cartilli Meegdes      | 1992                       | Danmark                    |
| Statistiker                    | Andy Khang Lam             | 1983                       | Danmark                    |

## Priser
- 2025 Årets Ungdomspris, Viktor Oldenborg, Slagelse Guld
- 2025 Årets STE Elev, Nikolai Denholt, Slagelse Guld
- 2024 Du Gør En Forskel, Bruno Devantier, Slagelse Guld
- 2023 Årets Energibundt, Sandie Kristiansen, Slagelse Guld
- 2023 Idrætsambassadør, Viktor Oldenborg, Slagelse Idræts Råd
- 2022 Årets Ungdomsklub, SVBK
- 2019 Idrætsambassadør, Kalle Madsen, Slagelse Idræts Råd
- 2018 Idrætsambassadør, Oskar Madsen, Slagelse Idræts Råd
- 2017 Idrætsambassadør, Emma Hesselholt, Slagelse Idræts Råd
- 2016 Årets idræts-præstation, Slagelse kommune
- 2015 Årets Initiativpris, Rolf Meegdes, Dansk Volleyball Forbund
- 2015 Initiativpris, Rolf Meegdes, Slagelse Guld
- 2012 Årets Idrætsforening, DIF
- 2011 Årets Ungdomsklub, SVBK

## Medaljer[2]
- 2022-23 Pokalturneringen Herrer Sølv 🥈
- 2021-22 Pokalturneringen Herrer Bronze 🥉
- 2020-21 VolleyLigaen Damer Bronze 🥉. Pokalturneringen Herrer Bronze 🥉

## Spillere på Årets hold[3]
- 2023-24 MVP: Jacob Steele, Diagonal: Jacob Steele
- 2022-23 Centerspiller: Daniel Matheney
- 2020-21 Kantstpiller: Clara Bernberg Windeleff, Årets unge danske spiller: Clara Bernberg Windeleff, Årets danske fund: Kalle Kjerstein Madsen
- 2018-19 Årets danske fund: Oskar Kjerstein Madsen

## Placering gennem årene[2]

### VolleyLigaen
- 2023-24 4. plads Herrer
- 2022-23 7. plads Herrer
- 2021-22 5. plads Herrer
- 2020-21 5. plads Herrer, 3. plads Damer 🥉
- 2019-20 8. plads Herrer, 7. plads Damer
- 2018-19 8. plads Herrer, 8. plads Damer
- 2017-18 5. plads Herrer
- 2016-17 8. plads Herrer

### Landspokalen
- 2022-23 Sølv Herrer 🥈
- 2021-22 Bronze Herrer 🥉
- 2020-21 Bronze Herrer 🥉, 9. plads Damer
- 2019-20 9. plads Herrer, 5. plads Damer
- 2018-19 5. plads Herrer, 5. plads Damer
- 2017-18 5. plads Herrer, 5. plads Damer
- 2016-17 9. plads Herrer, 5. plads Damer
- 2015-16 9. plads Herrer, 5. plads Damer
- 2014-15 9. plads Herrer, 9. plads Damer
- 2013-14 9. plads Herrer, 9. plads Damer

## Ungdoms Danmarksmesterskaber[4]
- 2024 HU15 Sølv 🥈
- 2023 HU20 Sølv 🥈, HU17 Sølv 🥈
- 2022 HU15 Sølv 🥈
- 2019 HU18 Guld 🥇, HU21 Bronze 🥉
- 2018 HU18 Bronze 🥉, HU14 Bronze 🥉
- 2017 HU18 Guld 🥇, HU16 Guld 🥇, HU14 Sølv 🥈, HU21 Bronze 🥉
- 2016 HU14 Guld 🥇, DU16 Sølv 🥈
- 2015 HU14 Guld 🥇, HU16 Sølv 🥈, DU16 Bronze 🥉
- 2014 HU14 Guld 🥇, DU14 Sølv 🥈
- 2013 DU14 Guld 🥇, HU14 Sølv 🥈
- 2012 Teen 2 HU14 Bronze 🥉
- 1997 DU16 Sølv 🥈 (Slagelse VK)
- 1991 DU16 Guld 🥇 (Korsør VK)
- 1990 HU18 Sølv 🥈 (Korsør VK)
- 1989 HU21 Sølv 🥈 (Korsør VK)
- 1988 HU21 Sølv 🥈 (Korsør VK)
- 1985 HU21 Bronze 🥉 (Slagelse VK)
- 1981 HU21 Sølv 🥈 (Slagelse VK), DU16 Bronze 🥉 (Slagelse VK)
- 1978 HU21 Bronze 🥉 (Slagelse VK)
- 1977 HU21 Sølv 🥈 (Slagelse VK)

### Spillere på Ungdoms Dream Team[4]
- 2024 DU15: Ida Block, HU15: Andreas Grandjean, HU15: Rasmus Thomassen
- 2023 HU20 Center: Oliver Rydahl, DU15 Allround: Mille Bassøe
- 2022 DU15 Kant/Diagonal: Mille Bassøe, MVP: Mille Bassøe 🏅. HU15 Kant/Diagonal: Viktor Oldenborg, MVP: Viktor Oldenborg 🏅
- 2019 HU21 Centerspiller: Joachim Hesselholt. HU18 Centerspiller: Joachim Hesselholt, MVP: Kalle Madsen 🏅. DU14 Melisa Özata. HU14 Teo Haugaard
- 2018 HU21 Kantspiller: Oskar Madsen. HU18 Kant/Diagonal: Oskar Madsen, MVP: Oskar Madsen 🏅. HU14 Joshua Huntley
- 2017 HU18 Kant/Diagonal: Oskar Madsen. HU16 Hæver: Ashley Hakizimfura, Kantspiller: Kalle Madsen, Centerspiller: Tobias Tirsvad, MVP: Kalle Madsen 🏅. DU14 Hadil. HU14 Benjamin Mrsa
- 2016 HU16 Centerspiller: Frederik Fiskbæk. HU14 Kalle Madsen
- 2015 DU16 Centerspiller: Emma Hesselholt. HU16 Kantspiller: Oskar Madsen. DU14 Josefine Damsgaard. HU14 Kalle Madsen
- 2014 DU16 Kantspiller: Chelsea Ingabire, MVP: Chelsea Ingabire 🏅. DU14: Beyza Erdem. HU14: Adam Hakizimfura
- 2013 DU14: Sabina Adilovic. HU14: Oskar Madsen. Teen 2 DU14: Ashia Hussein

## Sponsorer
VK Vestsjællands hovedsponsorer er:
- MMT Group A/S
- Harboe Bryggeri